# Каса-Гранде (Аризона)
Каса Гранде (англ. Casa Grande) — город в США, расположенный в пустыне в южной части штата Аризона, между Финиксом и Тусоном.

## Климат
Климат в городе — субтропический пустынный, с сухой тёплой зимой и сухим жарким летом. Средние температуры января и июля +12,9 и +35,5 соответственно. В городе множество разных субтропических и тропических растений и деревьев, включая пальмы, кипарисы, юкки и т. д. Морозы бывают очень редко. Среднегодовое количество осадков 250—255 мм. Осадки выпадают в виде дождей, очень редко — в виде снега. Основное количество осадков приходятся на январь, февраль, март, июль и август. На эти 5 месяцев приходится в среднем по 23-24 мм./месяц. Самый влажный месяц — июль. На него приходится 33 мм осадков. Самые же сухие месяца в году — апрель, май и июнь. Среднее количество осадков на эти месяца приходятся в среднем по 5-6 мм./месяц. Самый сухой месяц в году — июнь. За июнь выпадает всего 2 мм осадков. Город не имеет все отчётливые времена года. Так таковой зимы в городе нет, но существует 3 времени года — весна, лето и осень. Весна длится примерно с второй половины декабря — первую половину марта, Лето, как наиболее продолжительное время года, длится не менее семи месяцев — с второй половины марта по вторую половину октября или первую половину ноября (только в тёплые годы). На осень приходится меньше всего времени в году — не более полутора месяцев — с первой половины ноября — вторую половину декабря. В городе дефицит водных ресурсов.